# الحفر النفقي

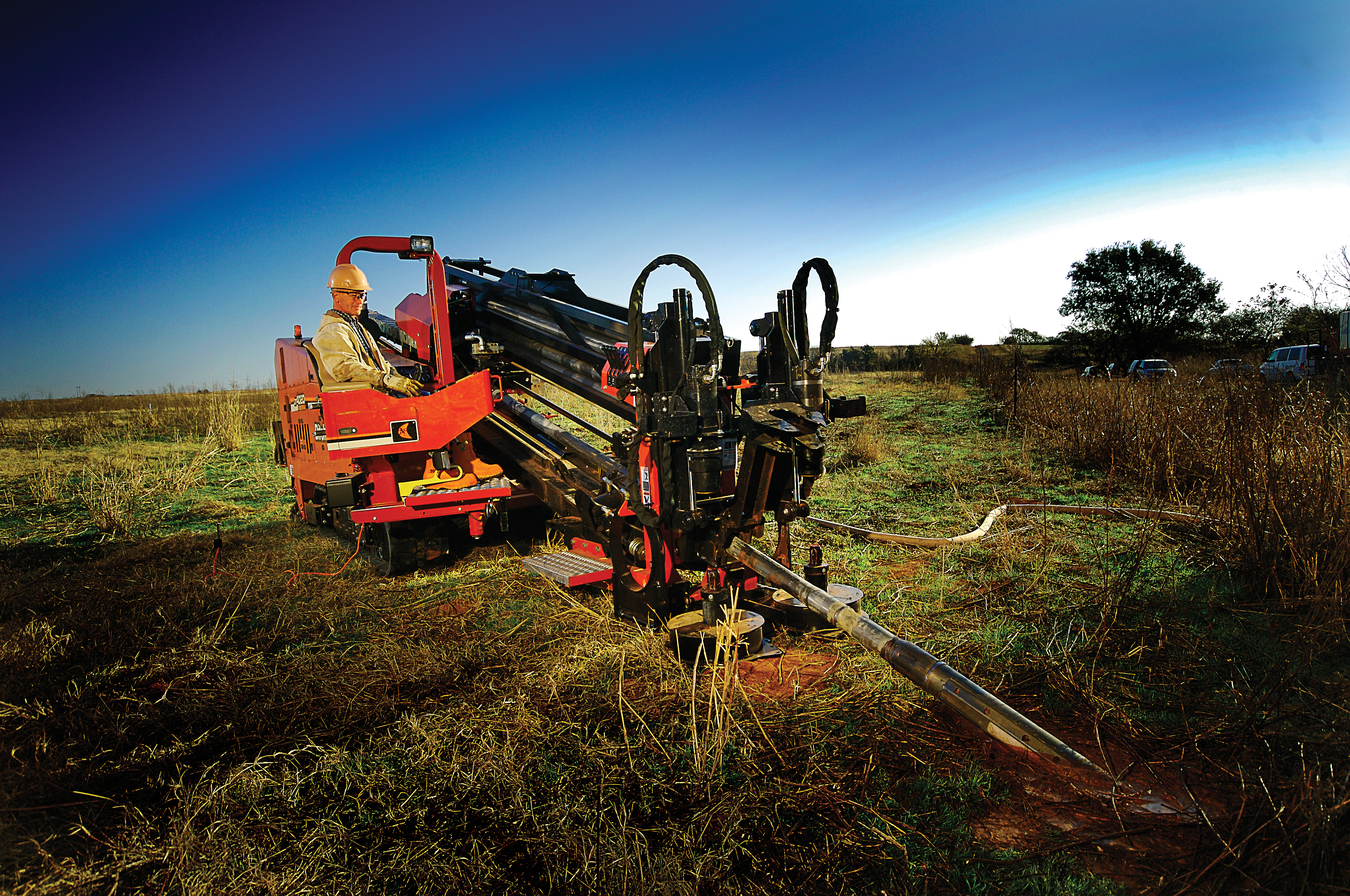
عملية الحفر النفقي الموجه

تكنولوجيا الحفر النفقي أو (بالإنجليزية: Trenchless Technology)‏ هي نوع من أعمال البناء تحت سطح الأرض التي تتطلب القليل من الخنادق أو الحفر السطحي. تستخدم عادة لتوصيل وتركيب المرافق المختلفة للمياه أو الكهرباء. ويعتبر هذا القطاع سريع النمو في صناعة البناء والهندسة المدنية. ويمكن تعريفها بأنها "عائلة من الأساليب والمواد والمعدات التي يمكن استخدامها لتركيب جديد أو استبدال أو إعادة تأهيل البنية التحتية تحت الأرض القائمة مع الحد الأدنى من تعطيل حركة المرور على سطح الأرض، والأعمال التجارية، وغيرها من الأنشطة.هو شكل من أشكال الحفر يختلف عن الحفر المفتوح (Open Trench)، ويستخدم في إنجازه آليات ومعدات مغايرة للحفر العادي جميع هذه الآليات يتم التحكم بها أوتوماتيكياً عن طريق وحدة التحكم بغرفة التحكم فوق سطح الأرض.

## أنواعه
- حفر نفقي رأسي للآبار أوالشافتات (Shafts).
- حفر نفقي أفقي لتمديد الانابيب.
- حفر نفقي أفقي للمرور عبر الجبال.
- حفر نفقي أفقي للمرور أسفل الأنهار والترع (العدايات).

## استخداماته
- الأنفاق بين الجبال اختصارا للمسافات مثل أنفاق مكة المكرمة.
- أنفاق المرور والمرافق أسفل الطرق الحيوية والمجاري المائية مثل أنفاق المترو بالقاهرة.
- أعمال تمديدات أنابيب الصرف الصحي للأعماق الكبيرة وحال وجود مياه تعيق الحفر المفتوح مثل النفق الشمالي والنفق الجنوبي بجدة.
- أعمال التعديات أسفل المجاري المائية مثل سحارة سرابيوم (الإسماعيلية) لنقل مياه الزراعة والشرب إلى شبه جزيرة سيناء أسفل قناة السويس الجديدة.

## وصلات خارجية
- الدفع النفقي: موقع شركة المقاولون العرب المتخصص في هذا العمل .
- مجلة التكنولوجيا الحفر النفقي
- جمعية المملكة المتحدة للتكنولوجيا الحفر النفقي
- مركز أبحاث البنية التحتية تحت الأرض والتعليم CUIRE
- جمعية هونغ كونغ الصينية للتكنولوجيا الحفر النفقي CHKSTT